# Consell de Regència
Un Consell de Regència és una institució destinada a governar un regne durant la minoria d'edat o interdicció d'un monarca. Són regulats en diferents estatuts (per exemple, en la Constitució Espanyola de 1978) o en els costums constitucionals d'un país (per exemple, en el Regne Unit). Usualment es designa una comissió conformada per tres o més persones (generalment en nombre imparell) que realitzen totes les gestions pròpies del càrrec que ostenta l'incapaç. S'han establert regències al llarg de la història, incloent casos greus com la de Ricard de Gloucester (futur Ricard III d'Anglaterra) sobre els seus nebots, els anomenats «prínceps de la Torre».
Francisco Franco va crear aquest organisme mitjançant llei orgànica de l'estat en 1967 amb la missió d'assumir el poder en el cas de mort o incapacitat declarada de l'aleshores cap d'Estat. L'havien de formar tres persones: el president de les Corts Espanyoles, el prelat de major jerarquia de l'Estat espanyol i el capità general (és a dir, el cap militar de major graduació). Així, quan el 20 de novembre de 1975 va morir Franco el van compondre l'aleshores president de les Corts, Alejandro Rodríguez de Valcárcel, l'arquebisbe de Saragossa, Mossèn Pedro Cantero Cuadrado, i el tinent general de l'exèrcit de l'aire Ángel Salas Larrazábal. Va exercir el poder fins al 22 de novembre de 1975, quan fou proclamat rei Joan Carles I. La constitució espanyola de 1978 va suprimir aquest organisme.